# FCノア
FCノア (Football Club Noah (アルメニア語: Ֆուտբոլային Ակումբ Նոա))は、アルメニアのエレバンをホームタウンとするサッカークラブである。

## 歴史
2017年にエレバンをホームタウンとするFCアルツァフ（アルメニア語: Արցախ ՖԱ, 英: FC Artsakh）として創設され、2017-18シーズンのファーストリーグに参加した。クラブ創設者はアルツァフ出身のSevan Aslanyan。
2017年8月7日に行われたファーストリーグ第1節のアラシュケルト-2戦で公式戦デビューを果たし、1-1で引き分けた。2017-18シーズンは優勝したロリFCに次ぐ2位になり、プレミアリーグに昇格した。
2018-19シーズンのプレミアリーグは9チームによる全36節、4回戦総当たり戦で順位を決定する。各節8チームによる4試合が行われ、残りの1チームは試合が行われない。アルツァフは第1節に試合がなく、初戦となった第2節でFCバナンツに1-0で勝利した。
2019年6月19日、FCアルツァフからFCノアに改名した。
2020年8月30日、FCノアのオーナーグループはイタリアのローブル・シエーナを買収し、クラブはACNシエーナ1904 (Associazione Calcio Noah Siena 1904) に改名された。
一方、ノアのオーナーグループは2021年1月にラトビアのロコモティフ・ダウガフピルスを買収し、同クラブは本拠地を移転してFCノア・ユールマラに改名したものの、ヴィルスリーガ開幕1週間前に同クラブから引き上げたことが報じられた。4月26日、FCノアはもはや資本的に何の関係もないことを理由にFCノア・ユールマラに対して速やかにクラブ名を変更することを要求した。

## 獲得タイトル

### 国内タイトル
- アルメニアカップ:1回
  - 2019-20
- アルメニア・スーパーカップ:1回
  - 2020

### 国際タイトル
- なし

## 過去の成績
| シーズン | ディビジョン     | ディビジョン | ディビジョン | ディビジョン | ディビジョン | ディビジョン | ディビジョン | ディビジョン | ディビジョン | カップ       |
| シーズン | リーグ           | 順位         | 試           | 勝           | 分           | 敗           | 得           | 失           | 点           | カップ       |
| -------- | ---------------- | ------------ | ------------ | ------------ | ------------ | ------------ | ------------ | ------------ | ------------ | ------------ |
| 2017-18  | ファーストリーグ | 2位          | 27           | 21           | 2            | 4            | 77           | 16           | 65           | 準々決勝敗退 |
| 2018-19  | プレミアリーグ   | 8位          | 32           | 6            | 10           | 16           | 25           | 49           | 28           | 準々決勝敗退 |
| 2019-20  | プレミアリーグ   | 2位          | 28           | 14           | 6            | 8            | 37           | 27           | 48           | 優勝         |
| 2020-21  | プレミアリーグ   | 2位          | 24           | 12           | 5            | 7            | 35           | 20           | 41           | 準決勝敗退   |
| 2021-22  | プレミアリーグ   | 6位          | 32           | 9            | 12           | 11           | 38           | 43           | 39           | 準々決勝敗退 |
| 2022-23  | プレミアリーグ   | 位           |              |              |              |              |              |              |              |              |

## 欧州の成績
| シーズン | 大会                                 | ラウンド  | 対戦相手 | ホーム | アウェー | 合計 |  |
| -------- | ------------------------------------ | --------- | -------- | ------ | -------- | ---- |  |
| 2020-21  | UEFAヨーロッパリーグ                 | 予選1回戦 | カイラト | N/A    | 1-4      | N/A  |  |
| 2021-22  | UEFAヨーロッパ・カンファレンスリーグ | 予選1回戦 | KuPS     | 1–0    | 0-5      | 1-5  |  |